# HijackThis
HijackThis, manchmal als HJT abgekürzt, ist eine Freie Software für Windows zur Diagnose und Entfernung von Malware-Befall. Ursprünglich von Merijn Bellekom erstellt, wurde es 2007 an Trend Micro verkauft. Das Programm verfolgt einen heuristischen Ansatz, um Schadsoftware zu erkennen: Anstatt sich auf eine Datenbank mit bekannter Malware zu verlassen, scannt es einen Computer, erzeugt eine Liste von Unterschieden zu einer bekannten malwarefreien Umgebung und erlaubt dem Benutzer zu entscheiden, was auf dieser Liste vom System entfernt werden soll.
Jüngere Versionen von HijackThis beinhalten zusätzliche Werkzeuge wie einen Taskmanager, einen Editor für die hosts-Datei und einen Scanner für Alternate Data Streams.
HijackThis wird vorrangig zur Diagnose von Schadsoftware-Befall eingesetzt, da sorgloser Umgang mit seinen Entfernungsoptionen erheblichen Softwareschaden an einem Computer anrichten kann.
Am 18. Januar 2012 hat Trend Micro den Quellcode unter der GPLv2 auf SourceForge veröffentlicht. Bis dahin war HijackThis Freeware. Die letzte Version von Trend Micro erschien als Beta mit der Nummer 2.0.5 im Jahr 2013.
Ab Version 2.0.6 wird HijackThis vom Ukrainer Polshyn Stanislav als Fork weiterentwickelt. Am 14. Januar 2019 erschien Version 2.9.0.18 (vom Entwickler als Version 3 bezeichnet) auf der GitHub-Seite von Stanislav.

## Einsatz
HijackThis generiert Plain-Text-Logdateien mit detaillierten Einträgen zu allen Funden. Die meisten dieser Einträge können von HijackThis entfernt oder ausgeschaltet werden. Unerfahrenen Nutzern wird geraten, mit letzter Option vorsichtig umzugehen, da HijackThis nicht zwischen erwünschten und unerwünschten Einträgen unterscheidet. So kann der Benutzer unabsichtlich wichtige Programme blockieren, wodurch das Betriebssystem oder Peripheriegeräte funktionsuntüchtig gemacht werden können. HijackThis versucht allerdings, Sicherungskopien von Dateien oder Registrierungseinträgen, die es entfernt, anzulegen, die zur Wiederherstellung des Systems nach einem Fehler verwendet werden können.
Vor Version 2.0.6 wurden die Logdateien in Internetforen gestellt, wo erfahrenere Benutzer halfen zu entscheiden, welche Einträge entfernt werden müssen. Es existierten auch Werkzeuge, die die Logdateien analysierten und versuchten, sie automatisch zu bereinigen oder dem Benutzer diesbezügliche Vorschläge zu machen. Die Verwendung dieser Werkzeuge wurden jedoch manchmal als potentiell gefährlich für unerfahrene Benutzer sowie als zu unzuverlässig und zu ungenau kritisiert, um eine Analyse durch einen Menschen zu ersetzen. Mit Einstellung der Entwicklung durch Trend Micro im Jahr 2013, verschwanden auch die eben genannten Werkzeuge zur Auswertung der Logdateien. Deshalb verweisen Malwarebekämpfungsforen wie trojaner-board.de oder bleepingcomputer.com heute auf informativere und umfassendere Scanprogramme wie Farbar Recovery Scan Tool (FRST).